# Squamosal

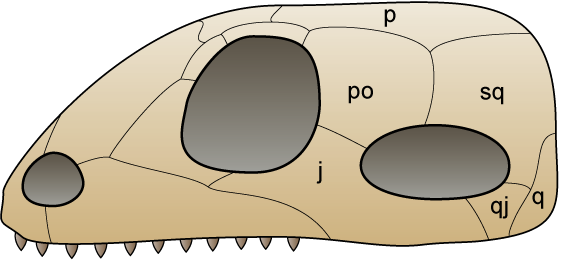
Crâne de synapside.
Sq: squamosal

Crâne de Dromaesaurus. Le squamosal est en jaune pâle.

Le squamosal est un os du crâne des  Amniotes. Il est en contact en avant avec l'os postorbitaire, au-dessus avec l'os pariétal, en arrière, le carré et le processus ptérygoïde, en avant et en dessous, l'os jugal et ventralement par l'os quadratojugal.
Chez les mammifères, il s'articule avec la mandibule, mais chez beaucoup d'entre eux, comme les humains, il fusionne avec l'os pétreux et le tympanal pour former l'os temporal.